# Pycnaxis guttata
Pycnaxis guttata là một loài nhện trong họ Thomisidae.
Loài này thuộc chi Pycnaxis. Pycnaxis guttata được Eugène Simon miêu tả năm 1895.